# Eyvindarfjörður
Der Eyvindarfjörður ist eine Bucht auf der Ostseite der Westfjorde von Island. 
Er bildet zusammen mit dem Ingólfs- und dem Ófeigsfjörður sowie der Bucht Drangavík die Bucht Ófeigsfjarðarflói.
Nach dem Landnehmerbuch siedelte hier zuerst Eyvindur Herröðarson. 
Seine Brüder Ófeigur und Ingólf siedelten in den südlichen Nachbarfjorden, die auch nach ihnen benannt sind. 
Die Landzunge Engines trennt den Fjord zum Norden zur Bucht Drangavík und nach Süden Hrúteyjarnes zum Ófeigsfjörður.
Als Eggert Ólafsson und  Bjarni Pálsson  im 18. Jahrhundert Strandir bereisten, standen noch Häuser auf der Landzunge Engines.
Die Siedlung unterhalb des Drangavíkurfjalls ist inzwischen längst verfallen. 
Bis in diese Bucht reicht keine Straßenverbindung.
Im Jahre 1787 strandete in der Bucht ein Handelsschiff.
Der Sýslumaður verhielt sich nicht gesetzestreu und bereicherte sich an den geborgenen Waren. 
Später wurde er seines Amtes enthoben.